# Dieter Ingendae
Dieter Ingendae (* 18. Mai 1959) ist ein ehemaliger deutscher Fußballtorwart.

## Karriere
Als Jugendlicher begann Dieter Ingendae beim Krefelder Vorortklub VfR Fischeln mit dem Vereinsfußball. Von dort führte ihn sein Weg in die Jugend- und später in die Amateurabteilung von Bayer 05 Uerdingen. Zur Saison 1982/83 rückte der gelernte Kfz-Elektriker in den Profikader der Mannschaft vom Grotenburg-Stadion auf; absolvierte jedoch während der für Uerdingen erfolgreichen Zweitligasaison hinter der Nummer eins, Werner Vollack, unter den Trainern Werner Biskup (bis 1/83) und Hans-Dieter Tippenhauer kein Pflichtspiel. Uerdingen, der Tabellendritte der 2. Fußball-Bundesliga, setzte sich in den zwei Relegationsspielen gegen FC Schalke 04 (3:1/1:1) durch und stieg in die Fußball-Bundesliga auf. Ingendae stand danach im Bundesligakader von Bayer 05 Uerdingen. Er blieb die Nummer zwei im Tor hinter Werner Vollack.
Erst in der Bundesligasaison 1984/85 kam er unter Trainer Karlheinz Feldkamp zu drei Einsätzen: Sein Debüt gab er am 10. Spieltag, als er in der 84. Spielminute beim Spiel gegen den Hamburger SV eingewechselt wurde. Bei seinem zweiten Einsatz, am 2. November 1984, bei einem Heimspiel gegen Borussia Mönchengladbach, gewann Uerdingen mit 3:2 Toren. Auf seinen dritten Einsatz wartete er bis zum 31. Spieltag, den 18. Mai 1985. Mit Mitspielern wie Matthias Herget, Karl-Heinz Wöhrlin, Friedhelm Funkel, Wolfgang Funkel, Franz Raschid und Wolfgang Schäfer besiegte er den Karlsruher SC mit 3:0 Toren. Sein Vertrag wurde in Uerdingen nicht mehr verlängert; aus der Jugend rückte Manfred Kubik nach. Beim DFB-Pokalerfolg von Uerdingen hütete Vollack in allen Begegnungen das Tor.
Ingendae ging ins Amateurlager zurück und spielte noch für den SC Charlottenburg und den 1. FSV Mainz 05.